# NGC 5097
NGC 5097 is een elliptisch sterrenstelsel in het sterrenbeeld Maagd. Het hemelobject werd op 3 juni 1886 ontdekt door de Amerikaanse astronoom Lewis A. Swift.

## Synoniemen
- 2SZ 37
- IRAS13183-1212
- PGC 46602